# Колоссы

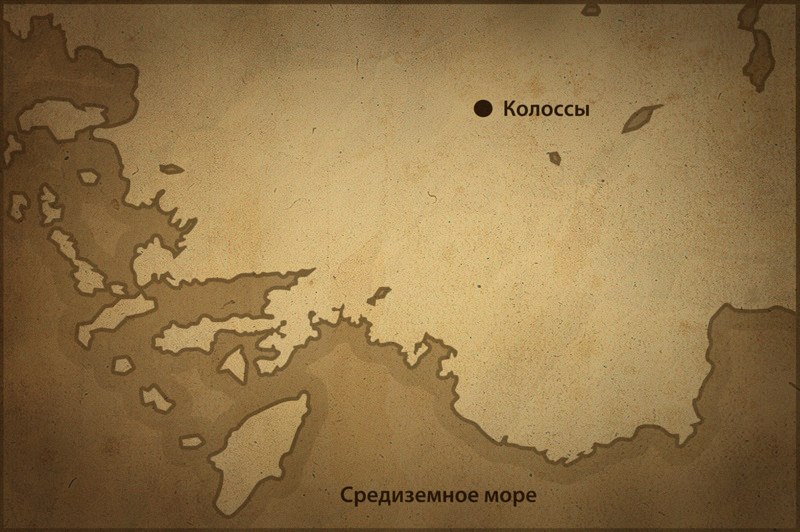
Колоссы на карте

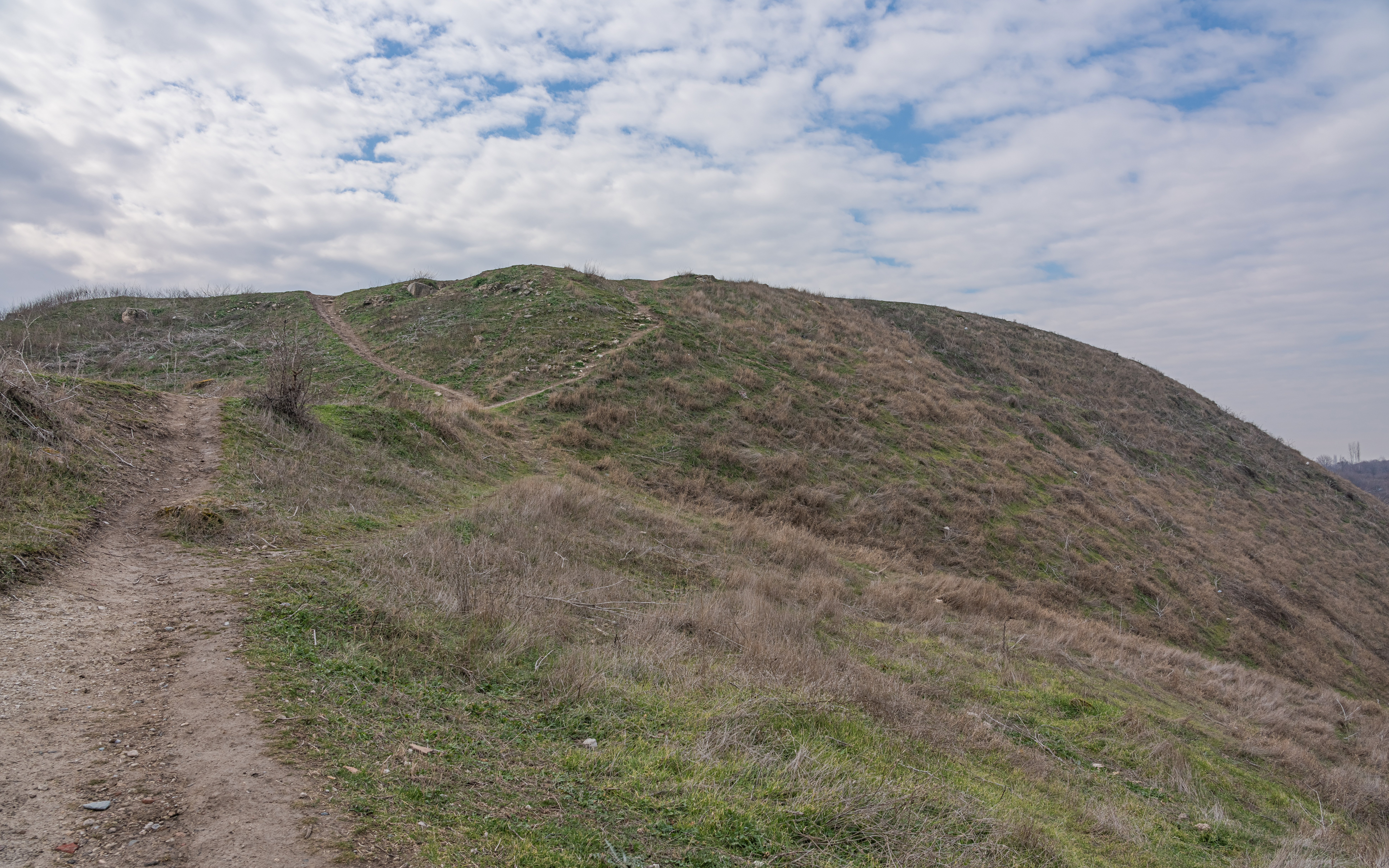
Акрополь, современный вид

Колоссы или Колосса (лат. Colossae, Colosse; также известен как Хоны (лат. Chonae) или Кона (лат. Kona)) — античный город во Фригии на реке Лик, существовавший между V веком до н. э. и XII веком н. э. близ деревни Хоназ в 10 километрах к востоку от Денизли на территории современной Турции. Сохранились руины построек римского (театр) и христианского периодов.

## История

### Античность
Колоссы находились в долине верхнего течения реки Лик, притоке Меандра, недалеко от городов Лаодикеи и Иераполиса. Город лежал на торговом пути, который вёл от Эфеса и Милета к Евфрату. Геродот упоминает Колоссы как один из значительных городов Фригии. Ксенофонт застал его столетием позже ещё в цветущем состоянии. В 396 до н. э. сатрапа Тиссаферна заманили в Колоссы, где он и был убит приближённым Кира Младшего. В эллинистический период город сохранял своё торговое значение.
В I в. н. э. значительно сократилась площадь и значение города. Точные причины этого неизвестны. Возможно, новый маршрут с северо-запада на юго-восток, соединяющий Пергам с Лаодикеей и далее с Атталией, обходил город Колоссы, что и привело к снижению его значимости. К христианской общине города было направлено Послание апостола Павла к Колоссянам (60-е годы 1 века н. э.), вошедшее в состав Нового Завета. Павел написал также послание к местному жителю Филимону. Сам же Павел, по-видимому, никогда не посещал город, а послание принёс его ученик Епафрас (Послание апостола Павла к Колоссянам, I. 7). Тем не менее, Павел надеялся посетить город, потому что он просил Филимона подготовить ему комнату (греч. ξενία «гостевая комната», в Синодальном переводе «помещение») в преддверии визита (Послание к Филимону, 22). Город сильно пострадал от землетрясения 65 года н. э., но жизнь здесь постепенно восстановилась.

### Средние века
В византийскую эпоху известен как Хоны. В VIII веке (возможно, из-за войн с арабами и/или землетрясения) город пережил очередной кризис, но восстановился вновь. Город является родиной византийских писателей Никиты и Михаила Хониата. В 1070 году город впервые был взят и разграблен турками, которые, по-видимому, массово поселились в его окрестностях. Равнина окружающая город уже в этот период получила тюркское название Тюркменова. В 1079 году жертвой грабежей турок стала и Лаодикея, расположенная в 25 км к западу. Тюркские топонимы также получили почти все местные горные вершины, что свидетельствует о том что волны тюркских кочевников заполнили фактически всё пространство между Хонами и Атталией, фактически превратив греческие крепости в изолированные островки византийской цивилизации в море тюркских средневековых кочевий. Возвращён в состав Bизантийской империи
после её частичной стабилизации в 1090-х гг. Однако местные турки, номинально принявшие подданство Византии, в реальности продолжали вести самостоятельную политику на местах, грабя и терроризируя местное греческое население. В 1196 году, по записям Никиты Хониата, некий Теодор Мангафас, по-видимому из местных турок, разграбил городскую церковь и продал захваченных им христиан в рабство сельджукам. Греческий деспот Мануил Маврозом, дочь которого была замужем за сельджукским султаном, включил Хоны и Лаодикею в свой домен, ставший на время буфером между Никейской империей и Румским султанатом. Запущенный город захвачен турками вновь в 1206 году. Около 1257 года Никейская империя поддержала разбитых монголами сельджуков и получила от них взамен Лаодикею, Хоны, Сакену и Ипсили. Hо расквартированный греческий гарнизон по не до конца понятным причинам оставил Лаодикею вскоре после её взятия. Скорее всего, к этому времени, все окрестности уже заселили кочевые и весьма агрессивные туркменские племена, которые нарушили торговлю и подвоз провизии грабежами на дорогах: мирная оседлая жизнь стала для греков невозможной. Таким образом к началу 1260-х годов никейско-византийская администрация окончательно оставила разрушенный город туркам. После этого город пришёл в упадок и был окончательно заброшен к концу XIII века.

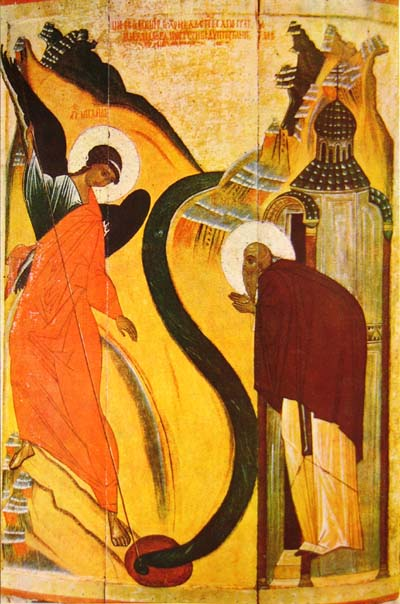
Русская икона XV века с изображением чуда архангела Михаила в Хонах.

## Религиозное значение
19 сентября (по новому стилю) православная церковь отмечает память чуда, совершённого архистратигом Михаилом в Хонах; в честь этого события в России было воздвигнуто множество храмов, а в самом Кремле — Чудов монастырь, где крестили будущих царей.